# Солунско благотворително братство
Солунското благотворително братство „Св. Кирил и Методий“ е патриотична и благотворителна обществена организация на македонски българи от района на Солун, съществувала в българската столица София преди и след Първата световна война. 

## История
Братството е формирано през 1909 година от бежанците емигранти от Солунско, Воденско, Гевгелийско, Дойранско. До октомври 1911 година станалпредседател на братството е Димитър Янев.
При началото на Балканската война в София доброволци от Солунското братство участват във формирането на Трета солунска дружина от Македоно-одринското опълчение.
На 3 ноември 1918 година бежанците от Солунско в София се събират на първото си събрание след войната. Участват над 80 делегати и избират ръководство с председател Иван Хаджиниколов и подпредседател Андон Димитров. Делегати от братството на учредителния събор на македонските бежански братства от ноември 1918 година са Иван Хаджиниколов и Андон Димитров.
На 1 януари 1925 година братството си избира настоятелство в състав Щерю Божинов (председател), Г. Гаврилов (подпредседател), Д. Дамянов (касиер) и съветници М. Думбалаков, Н. Янев и К. Мирчев.
На събрание от 21 март 1926 година е решено патронен празник на братството да е деня на „Св. св. Кирил и Методий“. Изработено е дружествено знаме с пчела от едната страна. Избрано е ръководство в състав Щерю Божинов, Атанас Ангелов, Александър Семерджиев, Никола Дамянов, Никола Константинов, Петър Иванов и Антон Антонов.
В средата на 1926 година е образувана Солунска женска културно-просветна и благотворителна дружба към братството. В нейното настоятелство влизат Лазарова (председател), Зорка Весова, А. Николова, А. Лазарова, Люба Христова, М. Божинова и И. Сълплиева.
След края на Първата световна война дългогодишен председател на братството е Щерю Божинов. По това време касиер на братството е Александър Самарджиев. На 5 март 1931 година Щерю Божинов си подава оставката като председател поради голямата си заетост като член на Националния комитет на македонските братства. Новото ръководство е в състав Божин Димитров (председател), Борис Белазелков (подпредседател), Никола Пейнерджиев (секретар), Никола Дамянов (касиер) и съветници Симеон Кавракиров, Анастас Христов и Методий Пиперевски.
През 1936 година е избрано ръководство в състав Кочо Аврамов Солев, Йосиф Гиновски Раев, Михаил Костов Битраков, Антон Георгиев Ангелов, Лазар Димитров Божинов, Михаил Николов Кузманов, Симеон Мишев, Гавраил Гавраилов и Антон Антонов.
По-късно председател на братството е Лазар Божинов. По време на Втората световна война братството поддържа близки връзки със Солунския български клуб.
- Протокол № 11 от 9 септември 19212 г. и протокол № 1 от 3 ноември 1918 г.
- Протокол № 3 от 18 май 1927 г.
- Протокол № 1 от 10 ноември 1929 г., с. 1
- Протокол № 1 от 10 ноември 1929 г., с. 2
- Протокол № 2 от 12 ноември 1929 г.
- Протокол № 3 от 5 март 1931 г.
- Протокол № 3 (продължение)
- Протокол № 3 (край)